# AEG C.IV
L'AEG C.IV era un aereo da ricognizione biplano monomotore biposto sviluppato dall'azienda tedesca Allgemeine Elektrizitäts-Gesellschaft (AEG) negli anni dieci del XX secolo.
Introdotto nelle fasi iniziali della prima guerra mondiale venne principalmente impiegato dalla Luftstreitkräfte, la componente aerea del Deutsches Heer (l'esercito imperiale tedesco), e da alcune nazioni sue alleate durante la prima guerra mondiale.

## Storia del progetto
L'AEG C.IV venne sviluppato nell'ambito di un programma di continuo miglioramento delle prestazioni dei modelli originari C Typ, aerei biposto destinati alla ricognizione ed equipaggiati con una mitragliatrice ubicata nell'abitacolo posteriore. Dopo la realizzazione del C.III, rimasto a livello di prototipo, e ricondizionato in seguito allo standard C.II, nella primavera 1916 venne intrapresa la costruzione del C.IV.

## Tecnica
Di aspetto convenzionale, il C.IV era l'evoluzione del precedente pari ruolo sperimentale C.III non avviato alla produzione in serie. Era dotato di una fusoliera costruita in legno e rivestita con pannelli di compensato con abitacoli separati aperti in tandem, l'anteriore destinato al pilota ed il posteriore, equipaggiato con una mitragliatrice brandeggiabile di difesa, dall'osservatore. Anteriormente all'abitacolo anteriore era posto un castello tubolare che collegava la stessa all'ala superiore.
La configurazione alare era biplana, con le ali superiore, montata alta a parasole, ed inferiore, montata bassa, di egual misura e collegate tra loro da una coppia di due montanti per lato integrati da tiranti in filo d'acciaio.
Il carrello d'atterraggio era un semplice biciclo anteriore fisso integrato posteriormente da un pattino d'appoggio montato sotto la coda.
La propulsione era affidata ad un motore Mercedes D.III, un 6 cilindri in linea capace di erogare, nelle sue versioni iniziali, una potenza pari a 160 PS (118 kW) ed abbinato ad un'elica bipala in legno a passo fisso.

## Impiego operativo

### Periodo bellico

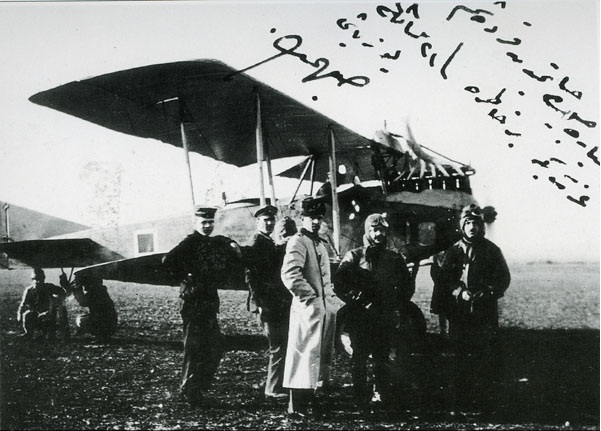
Un AEG C.IV in servizio nel Hava Kuvvetleri Müfettişliği durante la Guerra greco-turca (1919-1922), 21 aprile 1922.

L'AEG C.IV iniziò ad essere consegnato ai reparti di ricognizione della Luftstreitkräfte stanziati sul fronte occidentale nel corso del 1916 rimanendo operativo fino alla fine del conflitto nel ruolo di ricognitore, di aereo da osservazione in cooperazione con i reparti di artiglieria ed occasionalmente utilizzato nell'ultimo periodo anche nel ruolo di caccia di scorta. Al giugno 1917 risultavano in servizio non meno di 150 esemplari.
Il modello venne esportato agli alleati degli Imperi centrali, il Regno di Bulgaria, che lo destinò al Corpo di aviazione dell'esercito impiegandolo nel locale conflitto contro il Regno di Romania dal settembre 1916, e l'Impero ottomano, già in guerra dal 1914, e che erano condotti principalmente da piloti tedeschi. In quest'ultima forza aerea vennero adottati dal novembre 1917 per un totale di 41 esemplari rimasti in servizio fino al 1921.

### Periodo postbellico
Alla fine del conflitto, per le condizioni imposte dal Trattato di Versailles del 1919, gli esemplari ancora efficienti vennero trasferiti in Polonia ed integrati nella propria forza aerea.

## Versioni
C.IV
prima versione di produzione in serie, equipaggiata con motore Mercedes D.III da 160 PS.
C-IVA
versione rimotorizzata con un Argus As.III da 180 PS.
C.IV.N
versione da bombardamento notturno, caratterizzata dall'apertura alare incrementata a 15,30 m ed equipaggiata con un motore Benz Bz.III da 150 PS (112 kW).

## Utilizzatori

### Periodo bellico
Bulgaria
- Corpo di aviazione dell'esercito

 Germania
- Luftstreitkräfte

 Impero ottomano
- Osmanlı Hava Kuvvetleri

 Turchia
- Hava Kuvvetleri Müfettişliği

### Periodo post bellico
Polonia
- Siły Powietrzne